# Gottfried Mannel
Friedrich Gottfried Mannel (* 1. Dezember 1812 in Kirchberg; † 30. April 1908 in Bad Arolsen) war ein deutscher Chirurg und Augenarzt.

## Leben
Mannel war Sohn eines Pfarrers, er besuchte das Gymnasium in Marburg, anschließend studierte er an der dortigen Universität und an der Universität Berlin Medizin. 1859 wurde er promoviert, 1860 legte er sein Staatsexamen ab. Von 1860 bis 1862 war Mannel Assistent des Chirurgen und Augenarztes Wilhelm Roser an der Universität Marburg. 1863 habilitierte Mannel sich im Fach Augenheilkunde und arbeitete – unterbrochen von einer Studienreise – weiter unter Roser. 1865 wurde Gottfried Mannel Leibarzt des Fürsten Georg Viktor von Waldeck und Pyrmont und zugleich Oberlandphysikus und Direktor des neu eröffneten Krankenhauses in Bad Arolsen. Dort arbeitete er bis zu seinem Tod 1908.
Mannel wurde 1869 zum Medizinalrat, 1878 zum Fürstlich Waldeckischen Geheimen Hofrat und 1898 zum Geheimen Medizinalrat ernannt.

## Veröffentlichungen
- Beiträge zur Lehre von den Amputationsmethoden. C. L. Pfeil, Marburg 1859 (Med. Diss. 1859).
- Über die Tumoren des Douglas'schen Raums. Marburg 1864 (Marburg, Med. Hab.-Schr. 1864).
- Die Tumoren des hintern Beckenraums: nebst Beschreibung zweier Fälle von Retroflexio uteri, gelagert in einem Prolapsus recti. Elwert, Marburg 1864.